# 丸一太
丸 一太（まる いった、1975年11月21日 - ）は、日本の俳優。愛媛県松山市出身。演劇制作体V-NET所属。所属事務所はアンプロモーション。

## 略歴
- 法学部3年のとき、じゃんけんに負けて模擬裁判の演者になり、そこで演技の面白さに取りつかれて俳優を志す[1]。
- 大学卒業後、東京の専門学校に進学[1]。
- 長年舞台を中心に活動していたが、2014年にテレビドラマ『ルーズヴェルト・ゲーム』で映像デビュー。テレビ出演は親孝行の気持ちから[1]。

## 人物
- 特技はバレーボール、野球、サッカー、早口言葉、チューバ、早食い、やけ食い、伊予弁。
- 趣味は立ち読み、公園を散歩、週刊誌とワイドショーのチェック。
- 普通自動車免許、そろばん2級を取得。
- 好きな音楽は邦楽全般。
- 好きな映画はホラー以外。
- 尊敬する人は過酷なロケに参加しているカメラマンさんやADさん。

## 出演

### テレビドラマ
- ルーズヴェルト・ゲーム 第3話（2014年5月11日、TBS） - 青島製作所チームドクター 三雲 役
- 大河ドラマ 軍師官兵衛 第46回（2014年11月16日、NHK） - 細川忠興 役
- 全力離婚相談（2015年1月6日 - 2月17日、NHK総合） - 塙浩一 役
- 流星ワゴン 第4話（2015年2月8日、TBS） - 坂元医師 役
- だから荒野 第6話（2015年2月15日、NHK BSプレミアム） - 三石刑事 役
- かぶき者 慶次 第9話・第10話（2015年6月4日・11日、NHK総合）
- まんまこと～麻之助裁定帳～ 第4回・第7回・最終回（2015年8月13日・9月3日・10月1日、NHK総合） - 平三 役
- 伝七捕物長 第4回（2016年8月5日、NHK BSプレミアム） - 与平 役
- 鬼平犯科帳 THE FINAL 後編「雲竜剣」（2016年12月3日、フジテレビ） - 太吉 役
- 小さな巨人 第1話 - 第5話・最終話（2017年4月16日 - 5月14日・6月18日、TBS） - 石倉慎之助 役
- 陸王 第8話（2017年12月10日、TBS） - 菅野 役
- ブラックペアン（2018年4月22日 - 6月24日、TBS） - 篠原健一 役
  - ブラックペアン シーズン2（2024年7月7日 - 9月15日）
  - ブラックペアンと言いたくて… 第9話（2024年9月13日）
- 連続テレビ小説 半分、青い。 第79回・第80回（2018年7月2日・3日、NHK） - 吾妻 役
- 下町ロケット 第2話・第4話・第6話・第9話（2018年10月21日・11月4日・18日・12月9日、TBS） - 入間尚人 役
  - 新春ドラマ特別編「下町ロケット」（2019年1月2日）
- 半沢直樹（2020年7月19日 - 9月27日、TBS） - 苅田光一 役[1]
- 風の向こうへ駆け抜けろ 前編（2021年12月18日、NHK総合） - 谷賢三 役

### 舞台
- 演劇制作体V-NET第1回公演「A・I～とある可能性における未来形の考察」
- 荒川区試演会「戦場のボレロ」（2003年） - 中明伍長 役
- アルマット公演「パパ・アイ・ラブ・ユー」（2006年5月3日 - 5日、内幸町ホール） - 主演・デービッド 役
- 演劇制作体V-NET第8回公演「回天 第一部 真・二天一流」（2008年11月20日 - 24日、調布市せんがわ劇場）
- タンバリンプロデューサーズ 第7回公演「舞台新耳袋」（2010年4月2日 - 6日、シアターグリーン BIG TREE THEATER） - 管理人 役

## 演出
- エイベックス・アーティスト・アカデミー キッズイベント 「COLORS」
- アルマット 第2回アトリエ公演「ユニクロ」（2008年8月22日 - 24日、演劇制作体V-NETアトリエ 柴崎道場）
- トゥルースシェル・プロデュース 第2回公演「LOST!? ～冒険者たちへ～」（2011年4月7日 - 10日、調布市せんがわ劇場）